# Dessalines (ville)
Pour les articles homonymes, voir Dessalines.
Dessalines est une commune d'Haïti, située dans le département de l'Artibonite, chef-lieu de l'arrondissement de Dessalines à 29 km au sud-ouest des Gonaïves.

## Toponymie
Initialement la ville s’appelait Marchand, puis Marchand-Dessalines. La ville tient son nom de Jean-Jacques Dessalines, général et premier dirigeant de la République haïtienne de 1804 jusqu'à sa mort en 1806, sous le titre d'Empereur d'Haïti Jacques Ier.

Celui-ci y a vécu deux ans, avec son épouse Marie-Claire Heureuse Félicité Bonheur Dessalines. La rue principale de la partie urbaine de cette commune, qui était jusqu'à tout récemment appelée Marchand-Dessalines, porte d'ailleurs le nom de Jacques Ier.

## Géographie
D'une superficie de 471 km2, la commune de Dessalines est divisée en 6 sections communales et 256 localités. À l'heure actuelle, l'accès aux services sociaux de base est faible, la commune se classant seulement au 90e rang parmi les 133 communes du pays. Son potentiel de développement économique est fortement centré sur l’agriculture, l’agro-industrie et l’écotourisme avec des productions comme le riz, la tomate, l’oignon, le poivron, le lalo (gombo), le haricot, le café, etc.

## Démographie
La commune est peuplée de 181 903 habitants(recensement par estimation de 2015).

## Administration
La commune est composée des sections communales de :
| - Villard - Fosse Naboth (ou Duvallon) - Ogé | - Poste Pierrot - Fiéfé (ou Petit Cahos) - La Croix (ou Grand Cahos) |

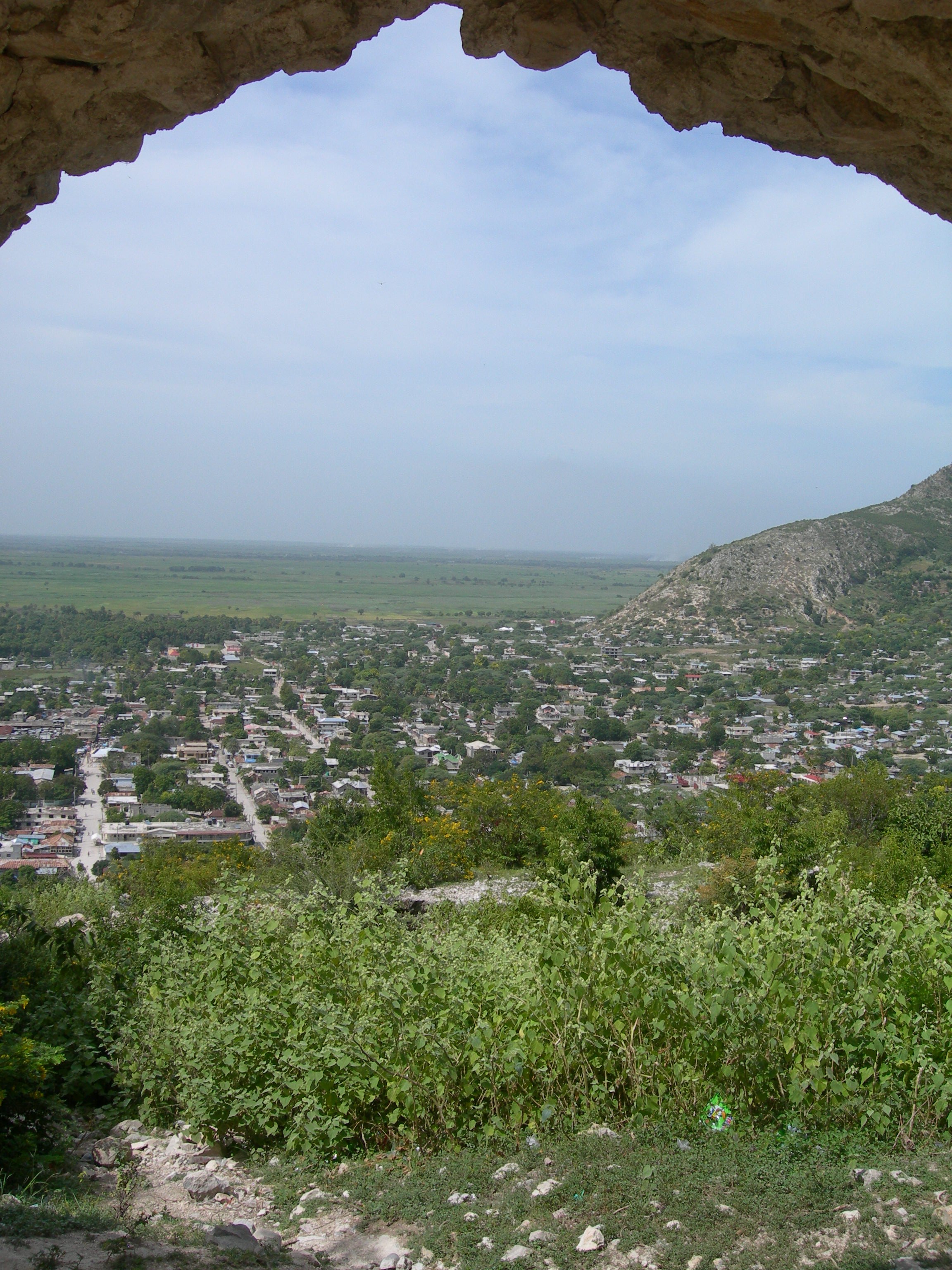
La commune de Dessalines, vue du Fort Décidé

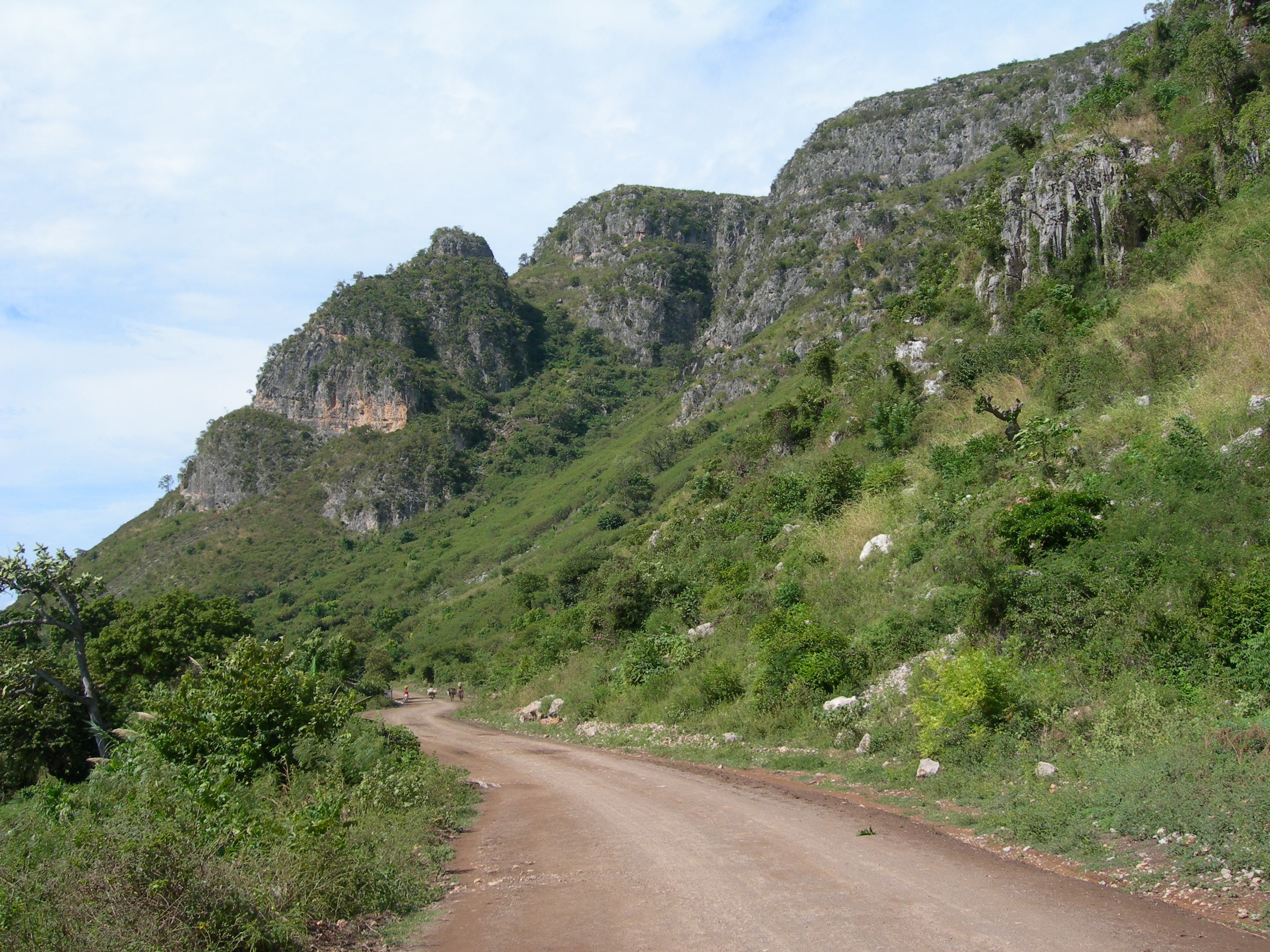
Le long de la rivière Coupe-à-l'Inde, dans la commune de Dessalines

La commune de Dessalines est dirigée actuellement par le maire Maclin Pierre.
Grâce à l'aide de partenaires de la coopération internationale, notamment du département français de la Savoie, la petite ville sise au pied des monts Cahos, dans la plaine de l'Artibonite, fourmille d'initiatives originales en vue d'assurer son développement. La commune de Dessalines a ainsi signé deux conventions de partenariat avec la Plateforme des jeunes - une organisation faîtière regroupant 87 associations jeunesse - et s'affaire à mettre en œuvre un Plan de développement local élaboré après consultation de toute la population, chose rarissime en Haïti.

## Monuments et sites
Le centre-ville de Dessalines, habité par environ 20 000 personnes, est entouré de six forts qui font partie d'une vingtaine d'ouvrages militaires construits sur le territoire d'Haïti après l'indépendance en 1804 : ce système défensif était dirigé contre un éventuel retour des Français, anciens maîtres de la colonie de Saint-Domingue.

### Forts
Les sites historiques sont constitués de forts, situés au sommet des montagnes qui garantissaient la sécurité de l’ancienne cité impériale et furent des résidences de personnages célèbres dans l’histoire d’Haïti. Parmi les sites historiques répertoriés, il y a lieu de souligner les cinq forts réalisés par l’ingénieur Lafayette sur le sommet des montagnes dominant la ville et la vallée de l’Artibonite. Situé sur le point culminant du morne, le fort « La Fin du monde » est le plus grand fort de la cité impériale. Le fort « Innocent » était placé sous les ordres du premier fils de Dessalines, qui s’appelait Innocent. Sa localisation permettait de contrôler toute la vallée de l’Artibonite. Le fort « Ti Madam » constituait le lieu de passe-temps de l’impératrice alors que le fort « Doco », situé à Morne Docomond, a été conçu pour sécuriser le Fort « Ti Madanm ». Enfin, le fort « Culbuté » s'élevait sur la pente du morne avoisinant la Source impériale. Il a été détruit en 1946 lors de la construction de la route Marchand- St Michel-de-l'Attalaye. De nos jours, il n’y reste que La Poudrière mais le lieu est fréquenté pour les cérémonies vodou.

### Ville de Dessalines
Toute la ville est parsemée de jolies maisons ayant appartenu à des personnages historiques ou de lieux de souvenirs marqués par des personnages célèbres dont la maison (avec un toit en tuiles) de Marie-Claire Heureuse Félicité, épouse de l’Empereur, la maison de Charlotin Marcadieu, le tombeau du général Brutus, le tombeau du Général Gabart, le tombeau de Benoît Batraville, les restes de la maison de Dessalines, etc.